# Olympische Sommerspiele 1960/Teilnehmer (Philippinen)
| Gelbes Symbol für Goldmedaillen mit stilisierten Olympischen Ringen | Graues Symbol für Silbermedaillen mit stilisierten Olympischen Ringen | Braundes Symbol für Bronzemedaillen mit stilisierten Olympischen Ringen |
| ------------------------------------------------------------------- | --------------------------------------------------------------------- | ----------------------------------------------------------------------- |
| —                                                                   | —                                                                     | —                                                                       |

Die Philippinen nahm an den Olympischen Sommerspielen 1960 in der italienischen Hauptstadt Rom mit einer Delegation von 40 Sportlern, 36 Männer und vier Frauen, an 27 Wettbewerben in sieben Sportarten teil. Es konnten keine Medaillen gewonnen werden. Jüngster Athlet war der Schwimmer Ahiron Radjae (17 Jahre und 173 Tage), ältester Athlet war der Sportschütze Hernando Castelo (54 Jahre und 18 Tage). Es war die achte Teilnahme an Olympischen Sommerspielen für das Land.

## Teilnehmer nach Sportarten

### Basketball
Herren
- Ergebnisse
Vorrunde: Gruppe D, vier Punkte, 228:248 Punkte, Rang drei, nicht für das Halbfinale qualifiziert
68:86(31:44, 37:42)-Niederlage gegen Polen
Topscorer: Carlos Badion (17 Punkte)
84:82(35:33, 49:49)-Sieg gegen Spanien
Topscorer: Roberto Yburan (16 Punkte)
76:80(37:38, 39:42)-Niederlage gegen Uruguay
Topscorer: Narciso Bernardo (29 Punkte)
Spiele um die Plätze neun bis 16: Gruppe C, fünf Punkte, 154:161 Punkte, Rang zwei, für die Spiele um neun bis zwölf qualifiziert
82:80(41:42, 41:38)-Sieg gegen Puerto Rico
Topscorer: Gerry Cruz (25 Punkte)
2:0-Sieg gegen Bulgarien (Bulgarien trat nicht an und verlor kampflos)
70:81(28:35, 42:46)-Niederlage gegen Ungarn
Topscorer: Constancio Ortíz (16 Punkte)
Spiele um die Plätze neun bis zwölf: vier Punkte, 210:267 Punkte, Rang drei
75:122(32:59, 43:63)-Niederlage gegen Frankreich
Topscorer: Constancio Ortíz (16 Punkte)
65:64(37:31, 28:33)-Sieg gegen Mexiko
Topscorer: Narciso Bernardo (26 Punkte)
Rang elf
- Kader
Emilio Achacoso
Kurt Bachmann
Carlos Badion
Narciso Bernardo
Gerry Cruz
Alfonso Márquez
Ed Ocampo
Constancio Ortíz
Eddie Pacheco
Cristobal Ramas
Edgardo Roque
Roberto Yburan

### Boxen
Herren
- Segundo Macalalad
  - Fliegengewicht

Rang 17
Runde eins: Freilos
Runde zwei: Niederlage nach Punkten gegen Miguel Ángel Botta aus Argentinien (2:3 Runden, 289:295 Punkte – 56:60, 58:59, 59:57, 60:59, 56:60)

### Gewichtheben
Herren
- Alberto Canlas
  - Bantamgewicht

Finale: 167,5 kg, Wettkampf nicht beendet (DNF)
Militärpresse: 85,0 kg, Rang 16
Reißen: 82,5 kg, Rang 18
Stoßen: kein gültiger Versuch

- Alberto Nogar
  - Federgewicht

Finale: 325,0 kg, Rang acht
Militärpresse: 97,5 kg, Rang neun
Reißen: 100,0 kg, Rang sieben
Stoßen: 127,5 kg, Rang zehn

### Leichtathletik
Damen
- Visitación Badana
  - Weitsprung

Qualifikationsrunde: 5,59 Meter, Rang 24, nicht für das Finale qualifiziert
Versuch eins: 5,38 Meter
Versuch zwei: 5,59 Meter
Versuch drei: ungültig

- Mona Sulaiman
  - 100 Meter Lauf

Runde eins: in Lauf zwei (Rang zwei) für das Viertelfinale qualifiziert, 12,1 Sekunden (handgestoppt), 12,40 Sekunden (automatisch gestoppt)
Viertelfinale: ausgeschieden in Lauf eins (Rang sechs), 12,4 Sekunden (handgestoppt), 12,54 Sekunden (automatisch gestoppt)
  - 200 Meter Lauf

Runde eins: ausgeschieden in Lauf vier (Rang vier), 25,8 Sekunden (handgestoppt), 25,98 Sekunden (automatisch gestoppt)

Herren

4 × 100 Meter Staffel
- Ergebnisse
Runde eins: ausgeschieden in Lauf zwei (Rang vier), 41,4 Sekunden (handgestoppt), 41,55 Sekunden (automatisch gestoppt)
- Staffel
Enrique Bautista
Isaac Gómez
Rogelio Onofre
Remegio Vista

Einzel
- Enrique Bautista
  - 200 Meter Lauf

Runde eins: ausgeschieden in Lauf acht (Rang fünf), 23,0 Sekunden (handgestoppt), 23,16 Sekunden (automatisch gestoppt)

- Isaac Gómez
  - 100 Meter Lauf

Runde eins: ausgeschieden in Lauf zwei (Rang fünf), 11,0 Sekunden (handgestoppt), 11,19 Sekunden (automatisch gestoppt)

- Claro Pellosis
  - 400 Meter Lauf

Runde eins: ausgeschieden in Lauf sechs (Rang sechs), 51,4 Sekunden (handgestoppt), 51,51 Sekunden (automatisch gestoppt)

### Schießen
Herren
- José Agdamag
  - Freie Scheibenpistole

Qualifikation: Gruppe eins, 332 Punkte, Rang 26, für das Finale qualifiziert
Runde eins: 84 Punkte, Rang 23
Runde zwei: 81 Punkte, Rang 29
Runde drei: 84 Punkte, Rang 23
Runde vier: 83 Punkte, Rang 24
Finale: 490 Punkte, Rang 53
Runde eins: 82 Punkte, Rang 49
Runde zwei: 85 Punkte, Rang 40
Runde drei: 87 Punkte, Rang 42
Runde vier: 80 Punkte, Rang 54
Runde fünf: 81 Punkte, Rang 52
Runde sechs: 75 Punkte, Rang 54

- Enrique Beech
  - Tontaubenschießen

Qualifikation: ohne Wertung, nicht für das Finale qualifiziert

- Hernando Castelo
  - Kleinkaliber liegend

Qualifikation: Gruppe eins, 383 Punkte, Rang 19, für das Finale qualifiziert
Runde eins: 94 Punkte, Rang 24
Runde zwei: 94 Punkte, Rang 34
Runde drei: 97 Punkte, Rang elf
Runde vier: 98 Punkte, Rang acht
Finale: 566 Punkte, Rang 52
Runde eins: 96 Punkte, Rang 27
Runde zwei: 93 Punkte, Rang 49
Runde drei: 95 Punkte, Rang 42
Runde vier: 93 Punkte, Rang 53
Runde fünf: 94 Punkte, Rang 48
Runde sechs: 95 Punkte, Rang 42

- Adolfo Feliciano
  - Freies Gewehr Dreistellungskampf

Qualifikation: Gruppe eins, 555 Punkte für das Finale qualifiziert
Kniend: 179 Punkte
Liegend: 193 Punkte
Stehend: 183 Punkte
Finale: 1.072 Punkte, Rang 28
Kniend: 356 Punkte, Rang 29
Liegend: 380 Punkte, Rang 20
Stehend: 336 Punkte, Rang 27
  - Kleinkaliber Dreistellungskampf

Qualifikation: Gruppe zwei, 553 Punkte, für das Finale qualifiziert
Kniend: 178 Punkte
Runde eins: 88 Punkte
Runde zwei: 90 Punkte
Liegend: 190 Punkte
Runde eins: 97 Punkte
Runde zwei: 93 Punkte
Stehend: 165 Punkte
Runde eins: 81 Punkte
Runde zwei: 84 Punkte
Finale: 1.103 Punkte, Rang 40
Kniend: 365 Punkte, Rang 49
Runde eins: 94 Punkte
Runde zwei: 89 Punkte
Runde drei: 94 Punkte
Runde vier: 88 Punkte
Liegend: 387 Punkte, Rang 32
Runde eins: 93 Punkte
Runde zwei: 97 Punkte
Runde drei: 99 Punkte
Runde vier: 98 Punkte
Stehend: 351 Punkte, Rang 27
Runde eins: 88 Punkte
Runde zwei: 84 Punkte
Runde drei: 90 Punkte
Runde vier: 89 Punkte

- César Jayme
  - Kleinkaliber liegend

Qualifikation: Gruppe zwei, 382 Punkte, Rang 17, für das Finale qualifiziert
Runde eins: 91 Punkte, Rang 46
Runde zwei: 95 Punkte, Rang 34
Runde drei: 97 Punkte, Rang neun
Runde vier: 99 Punkte, Rang zwei
Finale: 571 Punkte, Rang 44
Runde eins: 94 Punkte, Rang 44
Runde zwei: 94 Punkte, Rang 42
Runde drei: 99 Punkte, Rang sechs
Runde vier: 93 Punkte, Rang 52
Runde fünf: 94 Punkte, Rang 49
Runde sechs: 97 Punkte, Rang 21

- Horacio Miranda
  - Schnellfeuerpistole

Finale: 531 Punkte, Rang 53
Runde eins: 265 Punkte, Rang 52
Runde zwei: 266 Punkte, Rang 50

- Bernardo San Juan
  - Kleinkaliber Dreistellungskampf

Qualifikation: Gruppe eins, 536 Punkte, für das Finale qualifiziert
Kniend: 180 Punkte
Runde eins: 89 Punkte
Runde zwei: 91 Punkte
Liegend: 189 Punkte
Runde eins: 92 Punkte
Runde zwei: 97 Punkte
Stehend: 167 Punkte
Runde eins: 85 Punkte
Runde zwei: 82 Punkte
Finale: 1.083 Punkte, Rang 51
Kniend: 367 Punkte, Rang 45
Runde eins: 89 Punkte
Runde zwei: 94 Punkte
Runde drei: 93 Punkte
Runde vier: 91 Punkte
Liegend: 382 Punkte, Rang 50
Runde eins: 95 Punkte
Runde zwei: 95 Punkte
Runde drei: 95 Punkte
Runde vier: 97 Punkte
Stehend: 334 Punkte, Rang 47
Runde eins: 89 Punkte
Runde zwei: 78 Punkte
Runde drei: 84 Punkte
Runde vier: 83 Punkte

### Schwimmen
Damen
- Haydée Coloso
  - 100 Meter Freistil

Runde eins: ausgeschieden in Lauf vier (Rang sechs), 1:07,8 Minuten

- Sandra von Giese
  - 100 Meter Schmetterling

Runde eins: ausgeschieden in Lauf vier (Rang fünf), 1:16,3 Minuten

Herren

4 × 100 Meter Lagenstaffel
- Ergebnisse
Runde eins: ausgeschieden in Lauf zwei (Rang fünf), 4:28,0 Minuten
- Staffel
Lorenzo Cortez
Freddie Elizalde
Bana Sailani
Antonio Saloso

Einzel
- Lorenzo Cortez
  - 100 Meter Rücken

Runde eins: ausgeschieden in Lauf vier (Rang sechs), 1:08,7 Minuten

- Freddie Elizalde
  - 100 Meter Freistil

Runde eins: ausgeschieden in Lauf fünf (Rang sieben), 1:03,0 Minuten

- Amir Hussin Hamsain
  - 200 Meter Schmetterling

Runde eins: ausgeschieden in Lauf drei (Rang vier), 2:27,9 Minuten

- Ahiron Radjae
  - 200 Meter Schmetterling

Runde eins: ausgeschieden in Lauf vier (Rang sechs), 2:39,8 Minuten

- Bana Sailani
  - 400 Meter Freistil

Runde eins: ausgeschieden in Lauf sechs (Rang vier), 4:40,2 Minuten
  - 1500 Meter Freistil

Runde eins: ausgeschieden in Lauf fünf (Rang zwei), 18:18,8 Minuten

- Antonio Saloso
  - 200 Meter Brust

Runde eins: ausgeschieden in Lauf eins (Rang fünf), 2:53,3 Minuten

### Segeln
Herren

Drachen
- Ergebnisse
Finale: 1.215 Punkte, Rang 24
Rennen eins: 231 Punkte, 3:45:31 Stunden, Rang 20
Rennen zwei: 134 Punkte, 2:14:01 Stunden, Rang 25
Rennen drei: 171 Punkte, 3:00:21 Stunden, Rang 23
Rennen vier: 231 Punkte, 3:11:32 Stunden, Rang 20
Rennen fünf: 277 Punkte, 2:41:43 Stunden, Rang 18
Rennen sechs: 171 Punkte, 2:38:33 Stunden, Rang 23
Rennen sieben: Rennen nicht angetreten
- Mannschaft
Francisco Gonzales
Fausto Preysler
Jesús Villareal